# Попов Руслан Вікторович
Руслан Вікторович Попов (нар. 9 серпня 1977, Чернігів, УРСР) — український футболіст, захисник.

## Життєпис
Народився в Чернігові. Футбольну кар'єру розпочав 1997 року в місцевому «Чексілі», який виступав в аматорському чемпіонаті України. Наступного року пішов на підвищення, прийняв запрошення від професійного клубу «Десна». У футболці чернігівського клубу дебютував 2 серпня 1999 року в нічийному (1:1) домашньому поєдинку 1-го туру групи «В» Другої ліги України проти дружківського «Машинобудівника». Руслан вийшов на поле на 67-й хвилині замість Петра Пилипейка. Першим голом у професійному футболі відзначився 12 вересня 1999 року на 82-й хвилині переможного (3:2) виїзного поєдинку 7-го туру групи «В» Другої ліги України проти полтавської «Ворскли-2». Попов вийшов на поле на 60-й хвилині замість Вадима Данилевського. За півтора сезони, проведені в «Десні», зіграв 27 матчів (1 гол) у Другій лізі України та 2 поєдинки у кубку України.
У липні 2001 року перейшов до «Спартака». У футболці сумського клубу дебютував 22 липня 2001 року в переможному (3:1) домашньому поєдинку 1-го туру групи В Другої ліги України проти запорізького «Торпедо». Руслан вийшов на поле в стартовому складі та відіграв увесь матч. У першій половині сезону 2001/02 років провів 5 матчів у Другій лізі України та 1 поєдинок у кубку України.
Потім виступав за «Ніжин» та «Авангард» (Корюківка) в аматорському чемпіонаті України. Останнім клубом у кар'єрі гравця став «Ніжин», який виступав в чемпіонаті Чернігівської області.